# Osum
L'Osum è un fiume dell'Albania meridionale che origina, assieme al Devoll, il fiume Seman.

## Descrizione
Nasce presso il villaggio di Vithkuq, nella sezione occidentale della prefettura di Coriza, ad un'altitudine di 1.420 metri d'altezza. Lambisce i territori di Kolonjë, Çepan, Çorovodë e Poliçan prima di attraversare la città di Berat. Toccato anche Ura Vajgurore giunge a Kuçovë dove confluisce nel fiume Devoll formando il Seman, tributario del mar Adriatico.
Dà il nome all'omonima gola.

## Storia
Il fiume Osum riveste una importanza storica per il Corpo della Guardia di Finanza poiché teatro di operazioni belliche che videro protagonisti i finanzieri impiegati in armi, sia nella prima che nella seconda guerra mondiale. Proprio per questo all’Osum sono oggi dedicati i nomi di importanti corsi allievi (tra cui l’81º corso Allievi Ufficiali  “Osum II” già frequentato, tra gli altri, dal Comandante Generale del Corpo e dal Comandante in Seconda), oltre che il Pattugliatore multiruolo P.04, unità ammiraglia della flotta navale della Guardia di Finanza.